# 尤利娅·列夫琴科
尤利娅·安德烈耶芙娜·列夫琴科（烏克蘭語：Юлія Андріївна Левченко；1997年11月28日—）是一名乌克兰跳高运动员。

## 生涯
她是2017年世界田径锦标赛银牌得主，并参加了2015年世界田径锦标赛，和2016年夏季奥林匹克运动会，没有进入决赛。她也是2017年欧洲U23田径锦标赛冠军。